# オーストラリアン・ベースボールリーグ
オーストラリアン・ベースボールリーグ（Australian Baseball League; ABL）は、オーストラリアのプロ野球リーグ。2010年発足。オーストラリア野球連盟（Baseball Australia; BA）によって運営され、オーストラリア連邦政府の支援を受けている。

## 歴史

### ABL発足以前
オーストラリアで野球が行われるようになったのは100年以上前と言われており、アメリカの鉱夫によって紹介されたのがはじまりだとされている。1897年にはオーストラリア人だけで組織されたナショナルチームがアメリカ遠征を行い、14試合で10勝を挙げたという記録が残っている。1930年代には国内のアマチュア野球リーグが整備されたが、南半球にあるため野球が盛んな国のメインシーズンと合うことができず、国際試合に再び顔を出したのは1971年の韓国で開かれたアジア野球選手権大会からであった。
オーストラリア国内で野球というスポーツが一般に認知されはじめたのは、1987年のデーブ・ニルソンのミルウォーキー・ブルワーズ入団からであり、その後徐々に選手数を増やしていくこととなった。
オーストラリアでは1980年代に様々な国内プロスポーツ組織が結成され、野球においても1989年に最初の「オーストラリアン・ベースボールリーグ」が8球団の参加により発足した。1994年には参加球団数が9へと拡大され、翌1995年にはアジア地域のプロ野球リーグによるトーナメント「アジア・パシフィックスーパーベースボール」に招待出場するなど競技の普及に力を尽くしたものの、財政難により発足から10年後の1999年にリーグごとデーブ・ニルソンによって買収され消滅した。ニルソンはその年、新リーグ「インターナショナル・ベースボール・リーグ・オブ・オーストラリア」（International Baseball League of Australia; IBLA）を発足するに至った。新リーグには国外に本拠地を置く球団も複数参加するなど、旧ABL時代よりグローバルに展開された。しかしIBLAも2002年を最後に休止となった。
そのため、現在のオーストラリアン・ベースボールリーグが発足する2010年まで国内プロリーグが不在となった。その間もナショナルチームは、継続的に国際大会やグアム、サモア、フィジーなどのチームが参加する「オセアニア野球選手権大会」へと参加し、後述の大規模なアマチュアリーグも毎年開催されるなど、競技者自体は一定数存在していた。

#### クラクストン・シールド
プロリーグとは別に、1934年から2010年までは、州別対抗アマチュアリーグの「クラクストン・シールド」(Claxton Shield)という大会が行われていた。これは豪州最大の野球大会であり、旧ABL/IBLAといった各プロリーグもこの大会を兼ねる形で開催されていた。現ABL発足後も同様にリーグに統合する形で休止され、優勝トロフィーであった盾「クラクストン・シールド」はABLチャンピオン球団へと引き継がれている。

### リーグ発足
現在のABLは、2010年に旧オーストラリア野球連盟（Australian Baseball Federation; ABF）とメジャーリーグ機構（MLB）の出資により本格的なプロ野球リーグとして発足した。オーストラリア国内に本拠地を置く6球団が参加し、この年の11月から翌年2月まで、レギュラーシーズン40試合、ポストシーズン12試合という日程でスタートした。当時MLBの下部組織であったリーグの性格も手伝い、北米マイナーリーグの選手も多数派遣され、さらに日本からは読売ジャイアンツ・福岡ソフトバンクホークス・阪神タイガース・埼玉西武ライオンズなどNPB複数球団の選手が派遣された。その後も各国との派遣交流は続いており、日本からもNPBのみならず、リーグ発足前からABFとの間で派遣交流のあった四国・九州アイランドリーグ（現・四国アイランドリーグplus）や、社会人野球の選手らが参加している。
リーグ戦は北半球のシーズンオフに開催されるため、実力のある選手はその後アメリカ、日本、台湾、イタリアなどのプロリーグでプレーするというパターンが多く、中南米のウィンターリーグに近い形であると言える。このため日本やアメリカ、台湾などからも冬季の調整を兼ねて参加する選手がいる。
また、2011年からアジアシリーズにも参戦し、2013年にはキャンベラ・キャバルリーがABLの球団として初のチャンピオンに輝いた。

### 新球団の加入とリーグの拡大
2017年シーズン初頭には、オーストラリア国内における野球競技の知名度やレベルの向上を受けたリーグの拡大構想が示され、翌2018-19シーズンより参加球団数が8となることが発表された。ニュージーランドのオークランドを保護地域とするオークランド・トゥアタラ、KBOリーグの選手が参加するなど韓国と深い繋がりのあるジーロング・コリアの2球団が新たに加入した。8球団体制となったことによりリーグが再編され、各球団が「サウスウェストディビジョン」と「ノースイーストディビジョン」に割り振られる2ディビジョン制となり、ワイルドカード制の導入などポストシーズンのシステムも改められた。
また、2018年は侍ジャパンとの代表強化試合の開催や、ABLでもプレー経験のある台湾プロ野球の伝説的選手である張泰山のブリスベン・バンディッツのコーチとしての招聘、台湾でのプロ野球放映権を持つイレブンスポーツとの提携によるリーグ戦およびポストシーズン全試合の台湾での放送開始などの動きが相次ぎ、前述のオーストラリア国外を主体とする新球団加入とあわせ、アジア・オセアニア地域でのリーグの国際展開へと舵を切る年となった。
2022年5月には、翌2023年11月に開幕する2023-24シーズンからの更なるリーグ拡張が計画されており、日本人選手を主体とし、オーストラリア国内を拠点とする球団の発足を日本側に打診していることが報じられた。
2023年4月、ニュージーランドを本拠地とする唯一の所属球団であったオークランド・トゥアタラがリーグへの不参加と球団の清算を発表し、8月には韓国人選手による球団であったジーロング・コリアもリーグへの不参加を発表した。これにより、2023-24シーズンは2018年のリーグ拡張以前の6球団1ディビジョン制に戻ることになった。
同年9月には、オーストラリア野球連盟（BA）が新たな配信アプリ「Baseball+」の導入を発表。アプリは同年10月上旬からダウンロードが可能となり、ABLやオーストラリア代表の試合について、全世界向けの無料ライブ配信が開始された。

## 試合
2023-24シーズンは、前年までのディビジョン制が廃止され、6球団でのリーグ戦が実施される。レギュラーシーズンは10週間（各週4試合）で構成され、各球団が他の5球団とホームとアウェーで4試合ずつ対戦し、計40試合を戦う。上位4球団がプレーオフに進出し、1位と4位、2位と3位が3試合制（2戦先取）の準決勝（プレリミナリー・ファイナルシリーズ）で対戦。勝者どうしが同じく3試合制（2戦先取）の決勝（チャンピオンシップシリーズ）に進出する。

## 参加球団

### 2023-24シーズン
| チーム名                                  | 創設年 | 参加年 | 本拠地                               | スタジアム                                                             |
| ----------------------------------------- | ------ | ------ | ------------------------------------ | ---------------------------------------------------------------------- |
| アデレード・ジャイアンツ Adelaide Giants  | 2009   | 2010   | 南オーストラリア州アデレード         | Dicolor Australia Stadium （ダイヤモンド・スポーツ・スタジアム）       |
| ブリスベン・バンディッツ Brisbane Bandits | 2009   | 2010   | クイーンズランド州ブリスベン         | Viticon Stadium （ホロウェイ・フィールド）                             |
| キャンベラ・キャバルリー Canberra Cavalry | 2010   | 2010   | オーストラリア首都特別地域キャンベラ | MIT Narrabundah Ballpark （ナラバンダ・ボールパーク）                  |
| メルボルン・エイシズ Melbourne Aces       | 2009   | 2010   | ビクトリア州メルボルン               | メルボルン・ボールパーク                                               |
| パース・ヒート Perth Heat                 | 1989   | 2010   | 西オーストラリア州パース             | Empire Ballpark （ベースボール・パーク）                               |
| シドニー・ブルーソックス Sydney Blue Sox  | 2009   | 2010   | ニューサウスウェールズ州シドニー     | ブラックタウン・インターナショナルスポーツパーク・ベースボールセンター |

### 過去の参加球団
| チーム名                                  | 創設年 | 参加年 | 最終年 | 本拠地                       | スタジアム                       |
| ----------------------------------------- | ------ | ------ | ------ | ---------------------------- | -------------------------------- |
| ジーロング・コリア Geelong-Korea          | 2018   | 2018   | 2022   | ビクトリア州ジーロング       | ジーロング・ベースボール・パーク |
| オークランド・トゥアタラ Auckland Tuatara | 2018   | 2018   | 2022   | ニュージーランドオークランド | ノース・ハーバー・スタジアム     |

## プレーオフ形式

### 2022-23シーズン以降
|  | プレリミナリー・ファイナルシリーズ（PFS） （3試合制） | プレリミナリー・ファイナルシリーズ（PFS） （3試合制） | プレリミナリー・ファイナルシリーズ（PFS） （3試合制） |  |  | チャンピオンシップシリーズ（ABLCS） （3試合制） | チャンピオンシップシリーズ（ABLCS） （3試合制） | チャンピオンシップシリーズ（ABLCS） （3試合制） |  |
|  |                                                       |                                                       |                                                       |  |  |                                                 |                                                 |                                                 |  |
|  | 1                                                     | シーズン1位球団                                       |                                                       |  |  |                                                 |                                                 |                                                 |  |
|  | 1                                                     | シーズン1位球団                                       |                                                       |  |  |                                                 |                                                 |                                                 |  |
|  | 4                                                     | シーズン4位球団                                       |                                                       |  |  |                                                 |                                                 |                                                 |  |
|  | 4                                                     | シーズン4位球団                                       | PFS勝者1                                              |  |  |                                                 |                                                 |                                                 |  |
|  |                                                       |                                                       |                                                       |  |  |                                                 |                                                 |                                                 |  |
|  |                                                       |                                                       | PFS勝者2                                              |  |  |                                                 |                                                 |                                                 |  |
|  | 2                                                     | シーズン2位球団                                       |                                                       |  |  |                                                 |                                                 |                                                 |  |
|  | 2                                                     | シーズン2位球団                                       |                                                       |  |  |                                                 |                                                 |                                                 |  |
|  | 3                                                     | シーズン3位球団                                       |                                                       |  |  |                                                 |                                                 |                                                 |  |

3試合制（2戦先取）のプレリミナリー・ファイナルシリーズはいずれもレギュラーシーズンで上位の成績を残した球団の本拠地で開催される。同じく3試合制（2戦先取）のチャンピオンシップシリーズは、第1戦はレギュラーシーズンで下位の成績を残した球団の本拠地で、第2戦以降は上位の成績を残した球団の本拠地で開催される。

### 過去の実施形式
- 2010–11および2011–12シーズンでは、まずレギュラーシーズン1位の球団と2位の球団によるセミファイナルシリーズが行われ、勝者がチャンピオンシップシリーズに進んだ。敗者は、3位の球団と4位の球団によるマイナーセミファイナルの勝者とプレリミナリー・ファイナルシリーズで対戦し、その勝者がチャンピオンシップシリーズへと進出した。なお、システムは同一であるが初年度と2年目とで試合数が異なった。
- 2012–13〜2016–17シーズンでは、レギュラーシーズン1位の球団は無条件でチャンピオンシップシリーズへと進んだ。また、2位の球団と3位の球団により3試合制（2戦先取）のプレリミナリー・ファイナルシリーズが行われ、その勝者がチャンピオンシップシリーズへと進出した。
- 2017–18シーズンでは、レギュラーシーズン1位の球団と4位の球団、2位の球団と3位の球団により3試合制（2戦先取）のセミファイナルシリーズが行われ、それぞれの勝者がチャンピオンシップシリーズへと進出した。
- 2018-19および2019-20シーズンでは、はじめにレギュラーシーズン4位の球団と5位の球団が1試合制のワイルドカードゲームで対戦。次に、準決勝（セミファイナルシリーズ）では1位の球団とワイルドカードゲームの勝者、2位の球団と3位の球団がそれぞれ3試合制（2戦先取）で対戦。準決勝の勝者がチャンピオンシップシリーズへ進出した。
- 2020-21シーズンは新型コロナウイルス感染症の拡大を受けて変則シーズンとして開催された。プレーオフではワイルドカードゲーム後に4球団がメルボルンに集まり、2日間の日程で準決勝、3位決定戦、決勝戦のすべてを1試合制で実施した。

## 年度別成績

### チャンピオンシップシリーズ
| シーズン | 優勝                                                   | 勝敗                                                   | 準優勝                                                 | MVP                                                    |
| -------- | ------------------------------------------------------ | ------------------------------------------------------ | ------------------------------------------------------ | ------------------------------------------------------ |
| 2010–11  | パース・ヒート                                         | 2 – 1                                                  | アデレード・バイト                                     | ベンジャミン・ムーア                                   |
| 2011–12  | パース・ヒート                                         | 2 – 1                                                  | メルボルン・エイシズ                                   | バージル・バスケス                                     |
| 2012–13  | キャンベラ・キャバルリー                               | 2 – 0                                                  | パース・ヒート                                         | アーロン・スローン                                     |
| 2013–14  | パース・ヒート                                         | 2 – 0                                                  | キャンベラ・キャバルリー                               | ジョーイ・ウォン                                       |
| 2014–15  | パース・ヒート                                         | 2 – 1                                                  | アデレード・バイト                                     | アラン・デサンミゲル                                   |
| 2015–16  | ブリスベン・バンディッツ                               | 2 – 0                                                  | アデレード・バイト                                     | ドナルド・ルーツ                                       |
| 2016–17  | ブリスベン・バンディッツ                               | 2 – 0                                                  | メルボルン・エイシズ                                   | ローガン・ウェイド                                     |
| 2017–18  | ブリスベン・バンディッツ                               | 2 – 1                                                  | キャンベラ・キャバルリー                               | ティム・アサートン                                     |
| 2018–19  | ブリスベン・バンディッツ                               | 2 – 0                                                  | パース・ヒート                                         | ティム・アサートン                                     |
| 2019–20  | メルボルン・エイシズ                                   | 2 – 0                                                  | アデレード・ジャイアンツ                               | シェーン・ロビンソン                                   |
| 2020–21  | メルボルン・エイシズ                                   | 1 – 0                                                  | パース・ヒート                                         | タイラー・ビアズリー                                   |
| 2021–22  | 新型コロナウイルス感染症の世界的流行のためシーズン中止 | 新型コロナウイルス感染症の世界的流行のためシーズン中止 | 新型コロナウイルス感染症の世界的流行のためシーズン中止 | 新型コロナウイルス感染症の世界的流行のためシーズン中止 |
| 2022–23  | アデレード・ジャイアンツ                               | 2 – 1                                                  | パース・ヒート                                         | ジョーダン・マカードル                                 |
| 2023–24  | アデレード・ジャイアンツ                               | 2 – 1                                                  | パース・ヒート                                         | トッド・ヴァン・スティーンゼル                         |
| 2024–25  | キャンベラ・キャバルリー                               | 2 – 0                                                  | パース・ヒート                                         | コルテン・デイビス                                     |

|  | レギュラーシーズン1位球団 |

## 統計

### 球団別優勝回数
| 球団                     | 優勝回数 | 優勝年                             |
| ------------------------ | -------- | ---------------------------------- |
| ブリスベン・バンディッツ | 4        | 2015–16, 2016-17, 2017-18, 2018-19 |
| パース・ヒート           | 4        | 2010–11, 2011-12, 2013-14, 2014-15 |
| アデレード・ジャイアンツ | 2        | 2022–23, 2023-24                   |
| メルボルン・エイシズ     | 2        | 2019–20, 2020-21                   |
| キャンベラ・キャバルリー | 2        | 2012–13, 2024-25                   |